# Belle ma povere
Belle ma povere (estrenada internacionalment com a Pretty But Poor) és una pel·lícula de comèdia italiana del 1957 dirigida per Dino Risi. És la seqüela de Poveri ma belli i fou seguida per Poveri milionari.

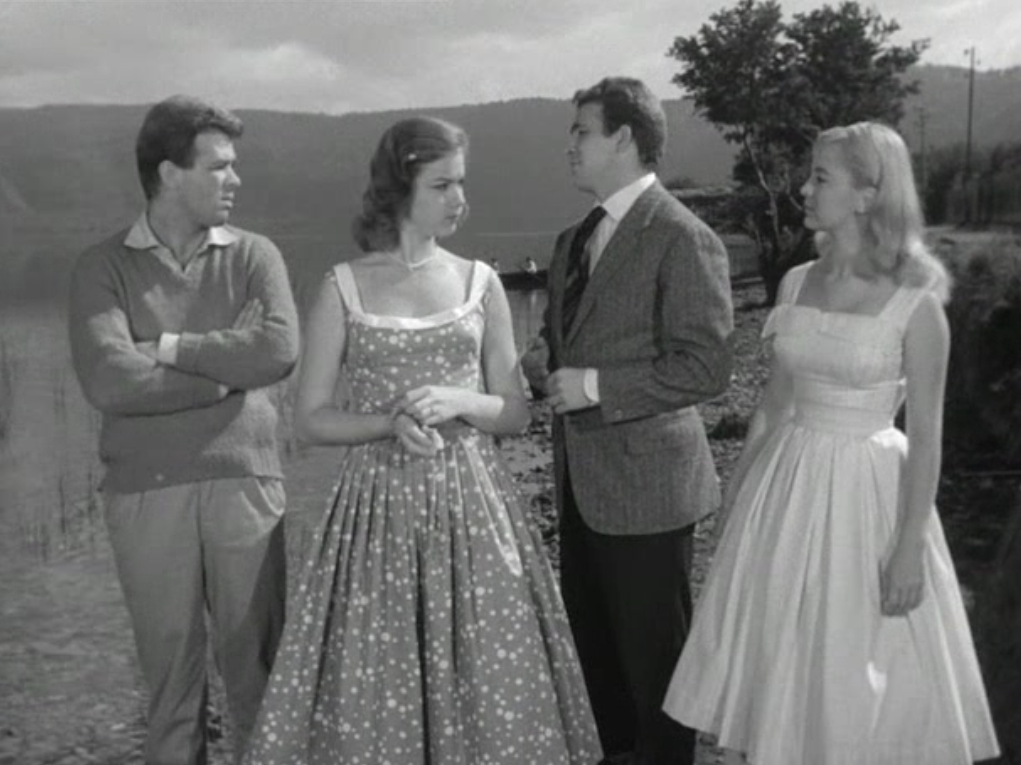
D'esquerra a dreta, Salvatori, De Luca, Arena i Panaro.

## Argument
Romolo i Salvatore són dos nois romans, compromesos respectivament amb Annamaria i Marisa, la primera germana de Salvatore i la segona de Romolo. Les dues noies voldrien casar-se aviat, però les dues parelles promeses no tenen ni una feina estable ni la intenció de posar el cap clar: aleshores decideixen sense voler seguir un curs d'enginyeria de ràdio en una escola nocturna on, tanmateix, Romolo es compromet mentre Salvatore abandona ràpidament.

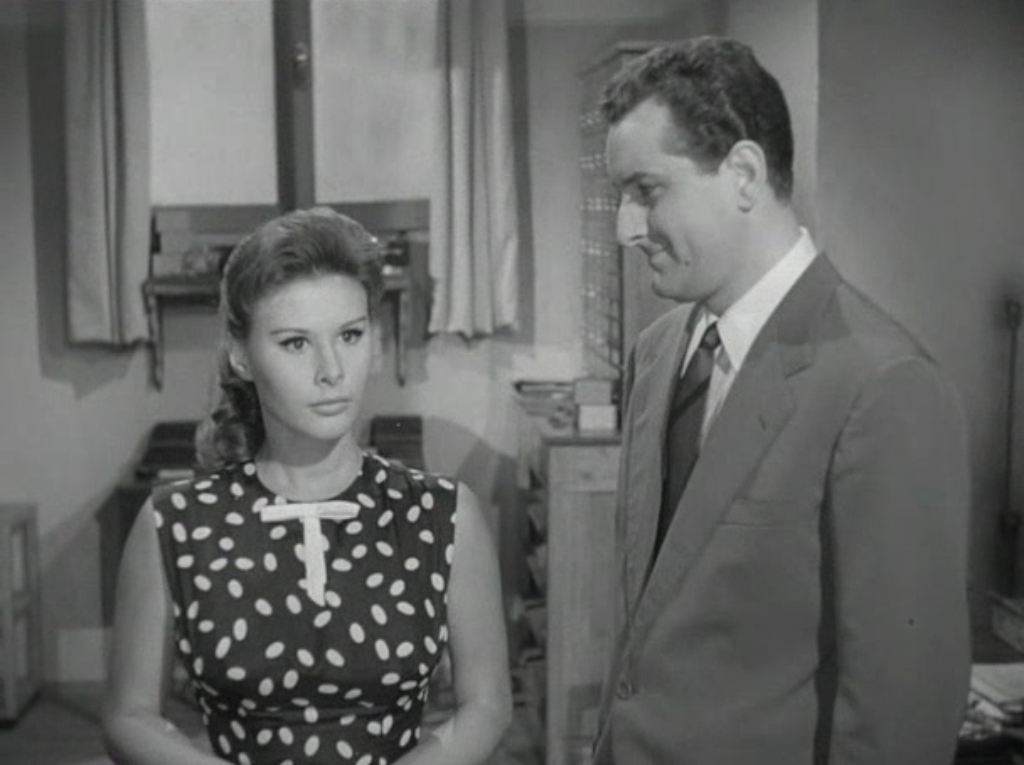
Allasio i Garrone en una escena

Els dos són grans amics però es barallen quan torna Giovanna, una vella pretesa de tots dos. Ella és aquesta última, després de deixar el seu estimat Hugh treballa a la joieria del seu xicot Franco. Romolo pensa que Salvatore no és apte per casar-se amb la seva germana, i Salvatore pensa el mateix de Romolo i la seva germana, i mentre tots dos estiguin ociosos, el matrimoni d'ambdós no tindrà lloc.
Però l'Annamaria i la Marisa pateixen encara més. La Marisa, entesa que en Salvatore no tindrà mai una feina estable, decideix anar a treballar com a dependenta en una sabateria on coneix un jove encantador que la festeja. Salvatore, per por de perdre la Marisa, decideix convertir-se en lladre. Mentrestant, Romolo, per obrir la seva botiga de ràdio, demana diners en préstec al xicot de Giovanna qui, per fer envejar la seva parella i portar-lo al casament, torna a fingir interès per Romolo, despertant la gelosia d'Annamaria.
Just quan Romolo decideix retornar els diners que tenia en préstec a Giovanna, Salvatore amb l'ajuda d'un còmplice decideix entrar a la joieria de Franco i robar-ho tot. Tanmateix, la Marisa l'atura, i explica a Salvatore que no hi ha res entre ella i el jove. Fins i tot entre Romolo i Annamaria tot s'aclareix. Romolo i Salvatore entenen que el que importa és la riquesa interior.
Aleshores se celebren els matrimonis de Romolo amb Annamaria i de Salvatore amb Marisa el mateix dia, a la mateixa església, la de Piazza Navona, amb la mateixa roba. I també Giovanna finalment es casa amb Franco.

## Repartiment
- Marisa Allasio com a Giovanna
- Maurizio Arena com a Romolo
- Renato Salvatori com a Salvatore
- Lorella De Luca com a Marisa
- Alessandra Panaro com Anna Maria
- Riccardo Garrone com a Franco
- Memmo Carotenuto com Alvaro
- Gildo Bocci
- Marisa Castellani
- Carlo Giuffrè
- Nino Vingelli